# Volksabstimmungen in der Schweiz 1982
Dieser Artikel bietet eine Übersicht der Volksabstimmungen in der Schweiz im Jahr 1982.
In der Schweiz fanden auf Bundesebene drei Volksabstimmungen statt, im Rahmen zweier Urnengänge am 6. Juni und 28. November. Dabei handelte es sich um zwei fakultative Referenden und eine Volksinitiative mit dazu gehörendem Gegenentwurf.

## Abstimmungen am 6. Juni 1982

### Ergebnisse
| Nr. | Vorlage                                                                          | Art | Stimm- berechtigte | Abgegebene Stimmen | Beteiligung | Gültige Stimmen | Ja      | Nein    | Ja-Anteil | Nein-Anteil | Stände | Ergebnis |
| --- | -------------------------------------------------------------------------------- | --- | ------------------ | ------------------ | ----------- | --------------- | ------- | ------- | --------- | ----------- | ------ | -------- |
| 309 | Ausländergesetz vom 19. Juni 1981                                                | FR  | 3'999'582          | 1'406'965          | 35,18 %     | 1'370'672       | 680'404 | 690'268 | 49,64 %   | 50,36 %     | –      | nein     |
| 310 | Schweizerisches Strafgesetzbuch, Änderung vom 9. Oktober 1981 (Gewaltverbrechen) | FR  | 3'999'582          | 1'407'027          | 35,18 %     | 1'382'670       | 880'879 | 501'791 | 63,71 %   | 36,29 %     | –      | ja       |

### Ausländergesetz
1974 erhielt der Bundesrat vom Parlament den Auftrag, eine Revision des Ausländergesetzes vorzubereiten. Dies geschah in erster Linie als Reaktion auf die radikalen Überfremdungsinitiativen der Rechtsaussenparteien. Ein erster Entwurf lag im Juni 1978 vor, doch dessen parlamentarische Behandlung zog sich ungewöhnlich lange hin und hatte kontroverse Debatten zur Folge. Den Linken waren die Änderungen zu wenig liberal und human gestaltet, während rechte Parteien mehrere Paragrafen als zu wenig restriktiv empfanden. Als Folge der deutlichen Niederlage der Mitenand-Initiative im April 1981 setzten sich relativ restriktive Bestimmungen durch. Insbesondere blieb das umstrittene Saisonnierstatut erhalten, ausserdem sollten die Wartefristen bei der Aufwertung des Aufenthaltsstatus verlängert werden. Da dies der Nationalen Aktion noch immer zu wenig einschränkend war, ergriff sie mit Erfolg das Referendum. Unterstützt von den Republikanern und der EDU, kritisierten die Gegner den angeblich mangelnden Schutz schweizerischer Arbeitnehmer vor der Konkurrenz ausländischer Arbeitskräfte. Kleine linke Gruppierungen lehnten das Gesetz wegen der Beibehaltung des Saisonnierstatuts ebenfalls ab. Die Befürworter hielten das neue Gesetz für einen ausgewogenen Kompromiss zwischen den Extrempositionen, der wirtschaftliche Interessen und humanitäre Überlegungen unter einen Hut bringe. Bei sehr niedriger Beteiligung lehnte eine äusserst knappe Mehrheit der Abstimmenden das Gesetz ab.

### Revision des Strafgesetzes
Wiederholt gab es im Parlament Forderungen nach einer Verschärfung des Strafrechts; insbesondere die Bestimmungen zu Erpressung, Drohung, Nötigung und Freiheitsberaubung wurden als zu milde empfunden. Im Dezember 1979 präsentierte der Bundesrat einen ersten Entwurf, den die vorberatende Kommission des Nationalrates noch einmal verschärfte. Unter dem Eindruck der Jugendunruhen sollte auch die öffentliche Aufforderung zu Gewaltakten und die Vorbereitung bestimmter Verbrechen strafbar werden. In der Differenzbereinigung setzte der Ständerat punktuelle Milderungen durch. Drei Komitees ergriffen aus unterschiedlichen Gründen das Referendum. Die Linksaussenparteien wehrten sich unter anderem gegen die Bestimmung, wonach Sachbeschädigungen im Zusammenhang mit Krawallen nicht mehr Antrags-, sondern Offizialdelikte sein sollten. Das der SP nahestehende Komitee befürchtete, dass gewerkschaftliche Kampfmassnahmen kriminalisiert werden könnten, und sprach von einem «Maulkorbgesetz». Schliesslich warnte das Komitee der Jungliberalen und der Jungen SVP vor polizeilicher Willkür und einem «Schnüffelstaat». Von einem Wunsch nach mehr Sicherheit geleitet, stimmten über drei Fünftel der Abstimmenden für die Vorlage; einzig im Kanton Jura gab es eine Nein-Mehrheit.

## Abstimmungen am 28. November 1982

### Ergebnisse
| Nr. | Vorlage                                                                                               | Art | Stimm- berechtigte | Abgegebene Stimmen | Beteiligung | Gültige Stimmen | Ja      | Nein    | Ja-Anteil | Nein-Anteil | Stände | Ergebnis |
| --- | --- | --- | ------------------ | ------------------ | ----------- | --------------- | ------- | ------- | --------- | ----------- | ------ | -------- |
| 311 | Bundesbeschluss vom 19. März 1982 über die Volksinitiative «zur Verhinderung missbräuchlicher Preise» | VI  | 4'023'726          | 1'324'471          | 32,91 %     | 1'302'187       | 730'938 | 530'498 | 56,13 %   | 43,87 %     | 17:6   | ja       |
| 311 | Gegenentwurf zur Volksinitiative «zur Verhinderung missbräuchlicher Preise»                           | GE  | 4'023'726          | 1'324'471          | 32,91 %     | 1'302'187       | 281'132 | 850'880 | 21,59 %   | 78,41 %     | 0:23   | nein     |

### Preisüberwachungsinitiative
Ein halbes Jahr nachdem die befristete konjunkturpolitische Preisüberwachung ausgelaufen war, reichten mehrere Konsumentenorganisationen im Juni 1979 eine Volksinitiative ein. Sie forderte eine dauerhafte wettbewerbspolitische Preisüberwachung, die insbesondere bei marktmächtigen Unternehmen, Kartellen und kartellähnlichen Gebilden einschreiten sollte. Zu diesem Zweck sollte der Bund die Befugnis erhalten, die Herabsetzung von Preisen anzuordnen. Der Bundesrat wies die Initiative zurück, liess aber einen Gegenentwurf ausarbeiten. Die Initianten kritisierten dies als taktisches Manöver, um die Stimmen der Befürworter aufzuspalten, denn nach damaligem Recht war das «doppelte Ja» nicht erlaubt. Das Parlament folgte der Empfehlung des Bundesrates und sprach sich für den Gegenentwurf aus. In der Abstimmungskampagne gelang es den bürgerlichen Parteien jedoch nicht, geeint aufzutreten; auffallend waren zahlreiche von den nationalen Parteien abweichende Empfehlungen der Kantonalparteien. Die schwer verständlichen wirtschaftstheoretischen Einwände der Gegner fanden kaum Gehör, weshalb sie versuchten, die Gefahr einer Bürokratisierung der Wirtschaft heraufzubeschwören. Für die Wiedereinführung der sehr populären Preisüberwachung sprachen sich die linken Parteien, Gewerkschaften, der LdU und die EVP aus. Die Initiative schaffte das Volks- und Ständemehr deutlich. Tatsächlich handelte es sich um die erste angenommene Volksinitiative seit 1949. Da gleichzeitig der Gegenentwurf abgelehnt wurde, musste ein Preisüberwachungsgesetz ausgearbeitet werden; dieses trat 1985 in Kraft.

### Gegenentwurf zur Preisüberwachungsinitiative
Weniger weit als die Preisüberwachungsinitiative ging der vom Parlament beschlossene Gegenentwurf. Der Bund sollte ebenfalls befugt seine, eine Preisüberwachung und die Herabsetzung ungerechtfertigter Preise anzuordnen. Diese Massnahmen sollten aber befristet sein und bei Beruhigung der Lage wieder ausser Kraft gesetzt werden. Ausserdem wären marktmächtige Unternehmen nicht betroffen gewesen. Letztlich blieb der Gegenentwurf völlig chancenlos: Über drei Viertel der Abstimmenden und alle Kantone lehnten ihn ab.